# Vergonha

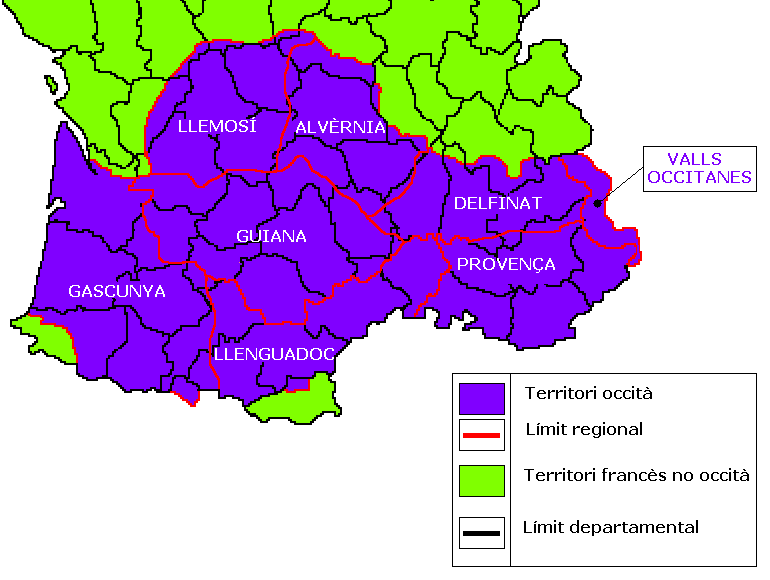
Province francesi in cui si parla la lingua Occitana. La mappa include anche le Valli Occitane del Piemonte (Italia) e la Valle di Arán (Spagna).

In occitano, la parola vergonha (pronuncia [beɾˈɣuɲo̞, veʀˈɡuɲo̞], "vergogna") si riferisce agli effetti di varie politiche del governo francese sulle minoranze linguistiche non francofone, giudicate dispregiativamente come patois.
La vergonha è descritta come il processo di "respingere e vergognarsi della propria lingua madre (o quella di uno dei genitori) attraverso l'esclusione, l'umiliazione a scuola e il rifiuto dai mezzi di comunicazione", come sancito e organizzato dai leader politici francesi da Henri Grégoire in avanti. La Vergonha è ancora un argomento controverso nel dibattito pubblico francese, benché venga presa come noto e affermato esempio di estinzione linguistica sistematica.
Nel 1860, prima dell'introduzione della scuola dell'obbligo, gli occitanofoni rappresentavano più del 39% sull'intera popolazione francese, opposti al 52% di francofoni propriamente detti; la quota di popolazione occitanofona diminuì al 26-36% nei tardi anni '20. Dal termine della seconda guerra mondiale, si verificò un altro declino netto, a meno del 7% dal 1993.

## Storia

### Origine

Henri Grégoire.

Al termine del secolo XVIII, l'epoca conosciuta come il Regime del Terrore, il termine patois designava tutte le lingue diverse dal francese. Secondo l'Encyclopédie, pubblicata nel 1778, definiva come patois il linguaggio parlato in tutta la Francia ad eccezione di Parigi, l'unico luogo dove si parlava propriamente la lingua francese. Il processo volontario di eliminazione delle lingue vernacolari dalla Francia moderna, considerandole come poco più di dialetti orali, iniziò con il manifesto dell'Abate Grégoire, il quale discusse durante l'Assemblea Nazionale del 4 giugno del 1794 sulla necessità e i mezzi per annientare il patois e universalizzare l'uso del francese. Venne approvato il divieto ufficiale di usare qualsiasi lingua diversa dal francese nell'amministrazione e nella scuola, per poter unificare linguisticamente la Francia post-rivoluzionaria, in un momento in cui soltanto il 10% della popolazione parlava francese, ovvero, intorno ai tre milioni di persone su un totale di ventotto milioni.
Per quanto riguarda l'uso del termine dispregiativo "patois", Jean Jaurès affermò che "si chiama patois la lingua di una nazione sconfitta". Secondo il dizionario Chambers, l'origine del termine è incerto, ma potrebbe essere una "corruzione di Patros, dal latino volgare patriensis, un abitante locale o contadino". La parola potrebbe significare parlata o dialetto, nel senso che non rientra nella categoria di lingua. Al singolare fa riferimento all'insieme di lingue, dialetti e lingue di transizione che differiscono dal francese ufficiale, senza fare distinzione alcuna tra loro.

### Secolo XIX - Metà del Secolo XX

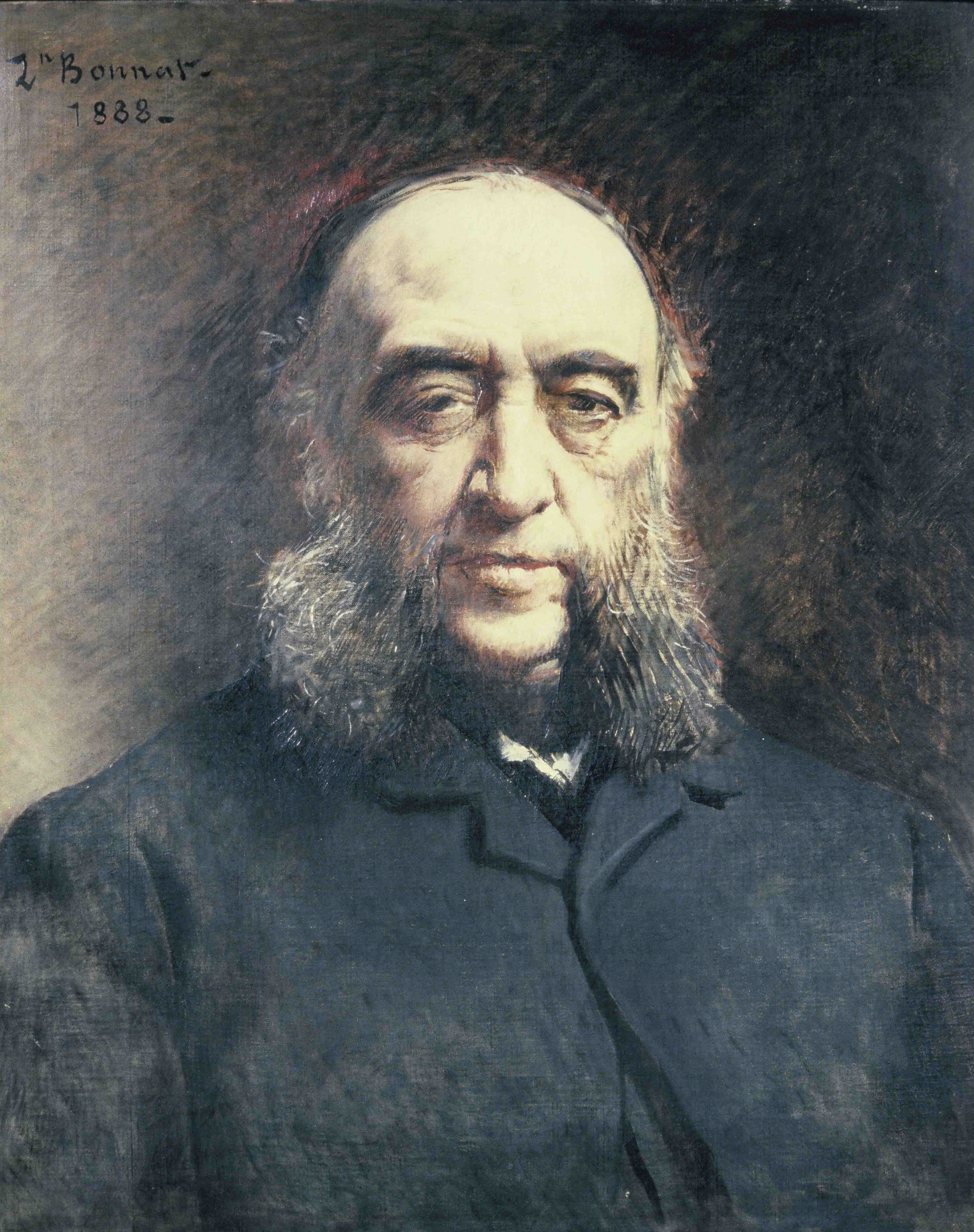
Jules Ferry.

Per poter cancellare qualsiasi traccia di identità distinte da quella francese, la lingua occitana non solo doveva venire scoraggiata, bensì doveva essere soppressa attivamente, a cominciare dalla scuola e passando per tutto ciò che l'amministrazione fare. Jules Ferry promosse nel decennio del 1880 una serie di misure rigide per indebolire l'occitano nelle scuole di Tolosa e il bretone in Bretagna.
Queste misure includevano che i bambini venissero puniti dai loro insegnanti per aver parlato occitano o bretone in Bretagna. L'art. 30 della Loi d'éducation française (Legge francese sull'insegnamento, 1851) affermava che: "È severamente vietato parlare patois durante le lezioni o le pause".
Gli scolari erano soggetti a punizioni corporali e umiliazioni nel caso non avessero rispettato il divieto.
Vi furono anche pressioni sulla Chiesa. Nel 1902, in un discorso davanti al Conseil Général del Morbihan, il capo dell'Istruzione Dantzer raccomandò che "la Chiesa dia la prima comunione solo ai bambini di lingua francese".

### Metà del secolo XX - Attualità
Nel 1958, dopo alcune dispute sulla costituzionalità della situazione sofferente delle lingue minoritarie, l'articolo II della Costituzione Francese venne revisionato per concludere che la lingua della Repubblica è il francese. Nel 1972, il presidente francese Georges Pompidou dichiarò che "non c'è posto per le lingue regionali in Francia". Ma nel 1992 il Consiglio d'Europa approvò la Carta Europea delle Lingue Regionali o Minoritarie, che Jacques Chirac ignorò, nonostante la petizione di Lionel Jospin nel Tribunale Costituzionale per modificare l'Articolo II e includere tutte le lingue regionali del territorio francese. Questo documento non venne mai rettificato dalla Francia, negando di nuovo il riconoscimento ufficiale delle altre lingue oltre il francese.
L'ex presidente della Repubblica Francese, Nicolas Sarkozy, sul sito web del proprio partito, l'UMP, Unione per un Movimento Popolare, negò ulteriormente l'occitano e il resto delle lingue minoritarie, dichiarandosi di "non essere a favore" alla Carta Europea delle Lingue Regionali.